# Sisu Arena

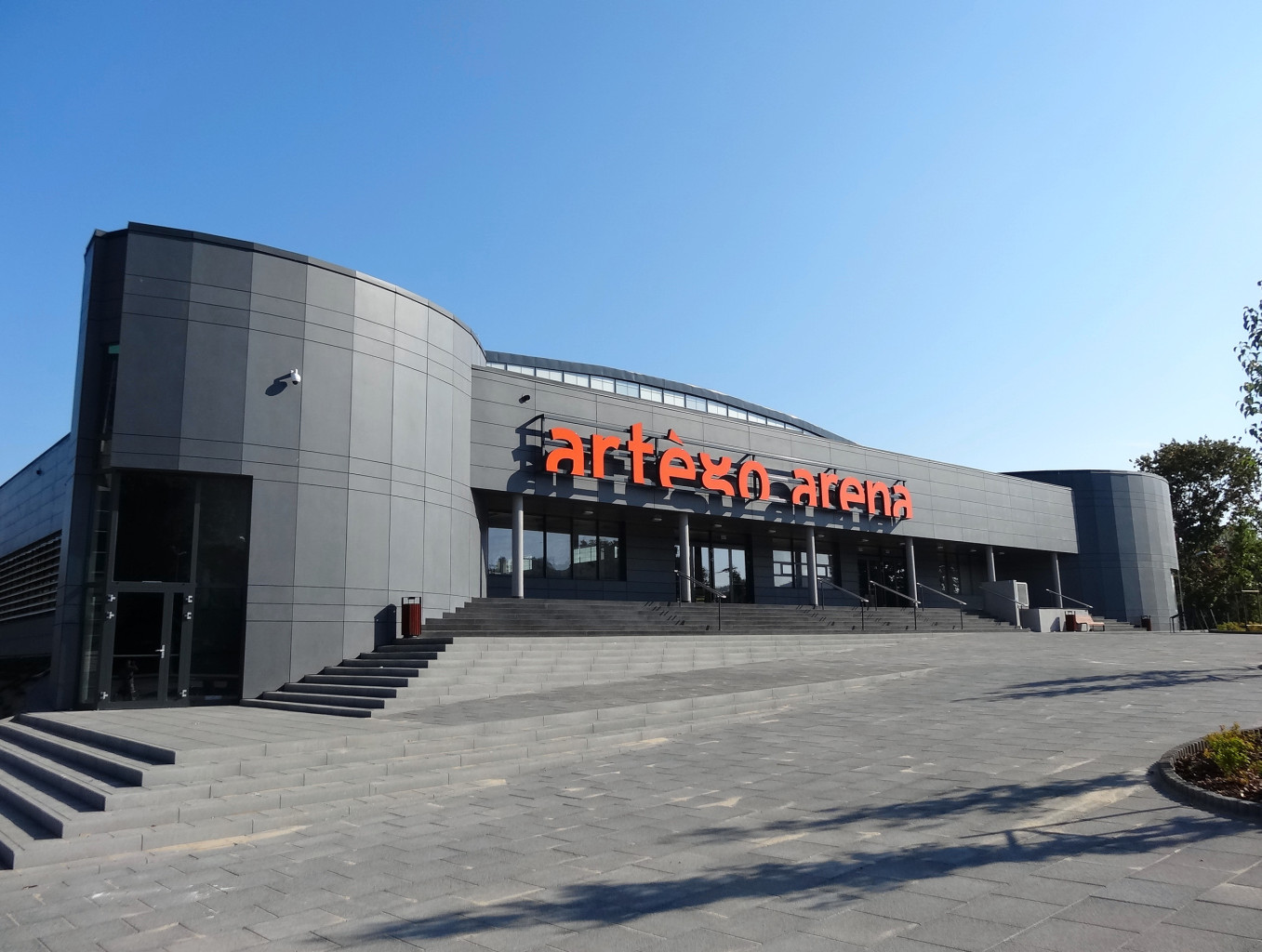
Artego Arena

Sisu Arena ist der Name einer Mehrzweckhalle in der polnischen Stadt Bydgoszcz. Sie wurde am 19. September 2014 eingeweiht und bietet 1.470 Zuschauern Platz. Sie wurde als Traingsstätte für die Volleyball-Weltmeisterschaft der Männer 2014 gebaut und ist unterirdisch mit der Łuczniczka verbunden.

## Nutzung
Die Sisu Arena (bis 2022: Artego Arena) dient der Frauenbasketball-Mannschaft Basket 25 Bydgoszcz und Männerbasketball-Mannschaft Astoria Bydgoszcz als Austragungsort für ihre Heimspiele. Die Halle wird außerdem für Konzerte, Messen und Ausstellungen genutzt.